# Божица Ротовић
Божица Окрајнов-Ротовић (Кладањ, 24. 12. 1914 – Београд, 17. 1. 1983) била је професорка универзитета у области хемије.
Основну школу завшила у Кладњу, а гимназију у Београду. Дипломирала на Филозофском факултету у Београду, Група за хемију (1938). Докторирала на Хемијском институту Природно-математичког факултета Универзитета у Стразбуру, тема: Analyse des oleoresins d'abietinees at des cellophanes correspondantes. За асистенткињу Хемијског института Медицинског факултета у Београду изабрана 1945, доценткињу (1955), ванредну професорку (1965) и редовну професорку (1971). Специјализације у Швајцарској, на Хемијском институту Медицинског факултета у Женеви (1949/1950), у Хемијском заводу Универзитета у Цириху, као и на Великој техничкој школи у Цириху код професора Л. Ружичке. Вршила је функцију декана Медицинског факултета у Београду (1973−1976). Објавила више од 30 радова из области биохемије у међународним и домаћим часописима.